# Mohamed Gadallah
Mohamed Mahmoud Al Sayed Gadallah (en arabe : محمد محمود السيد جاد الله), né le 11 novembre 1988, est un nageur égyptien.

## Carrière
Mohamed Gadallah dispute les Jeux de la solidarité islamique de 2005 à La Mecque, où il remporte la médaille d'or du 400 mètres quatre nages.
Il est médaillé de bronze du 400 mètres quatre nages, du relais 4 x 200 mètres nage libre ainsi que du 5 kilomètres en eau libre aux Championnats d'Afrique de natation 2006 à Dakar,.
Aux Jeux panarabes de 2007 au Caire, il obtient la médaille d'argent du 400 mètres nage libre et du 1 500 mètres nage libre et la médaille de bronze du 400 mètres quatre nages. La même année, il obtient aux Jeux africains à Alger deux médailles de bronze, sur 800 et 1 500 mètres nage libre.
Aux Jeux panarabes de 2011 à Doha, il obtient la médaille de bronze du 200 mètres brasse et du relais 4 x 200 mètres nage libre. Il est médaillé d'argent du relais 4 x 200 mètres nage libre et médaillé de bronze du 400 mètres quatre nages aux Championnats d'Afrique de natation 2012 à Nairobi. Il dispute ensuite les Jeux de la solidarité islamique de 2013 à Palembang, où il est médaillé d'argent du 200 mètres brasse et du 200 mètres quatre nages.